# Diga di Bozkır
La diga di Bozkır in turco  « steppa »  è una diga della Turchia. Si trova nella provincia di Aksaray nel distretto di Ortaköy. Il fiume Höşür (Höşür Deresi) confluisce nel fiume Kızılırmak a 15 km a valle della diga. 

## Fonti
- (EN)  www2.dsi.gov.tr/tricold/bozkir.htm Archiviato il 29 settembre 2007 in Internet Archive. Sito dell'agenzia turca delle opere idrauliche